# Лаптев Лог
Ла́птев Лог — село в Угловском районе Алтайском крае. Административный центр Лаптевского сельсовета.

## История
Основано в 1888 году. В 1928 году село состояло из 810 хозяйств, основное население — русские. В административном отношении являлось центром Лаптевкого сельсовета Угловского района Рубцовского округа Сибирского края.

## Население
| 1926  | 1997  | 1998  | 1999  | 2000  | 2001  | 2002 |
| ----- | ----- | ----- | ----- | ----- | ----- | ---- |
| 4273  | ↘1088 | ↘1052 | ↗1075 | ↗1094 | ↘1052 | ↘991 |
| 2003  | 2004  | 2005  | 2006  | 2007  | 2008  | 2009 |
| ↗1001 | ↘949  | ↘942  | ↘931  | ↘915  | ↘908  | ↘807 |
| 2010  | 2011  | 2012  | 2013  |       |       |      |
| ↗809  | ↗811  | ↘777  | ↘756  |       |       |      |

## Улицы
| - ул. Боровая, - ул. Будённого, - ул. Кооперативная, | - ул. Кузнечная, - ул. Молодёжная, - ул. Степная. |